# Eduardo Sánchez Camacho
Giuseppe Ignazio Eduardo Sánchez Camacho (ur. 17 września 1838, zm. 14 grudnia 1920) – meksykański duchowny katolicki, biskup Ciudad Victoria-Tamaulipas w latach 1880–1896, założyciel Meksykańskiego Narodowego Kościoła Katolickiego.

## Życiorys
Eduardo Sánchez Camacho pochodził z Hermosillo. Kształcił się w seminariach duchownych w Culiacán i Guadalajarze. 5 kwietnia 1862 roku w San Francisco przyjął święcenia kapłańskie. Był profesorem seminarium duchownego, wikariuszem generalnym i sekretarzem arcybiskupim w Guadalajarze.
27 lutego 1880 roku został mianowany biskupem ordynariuszem Ciudad Victoria-Tamaulipas. Sakrę biskupią przyjął 29 czerwca 1880 roku w Guadalajarze z rąk arcybiskupa Pedro Loza y Pardavé. W okresie prezydentury Porfirio Díaza biskup Sánchez Camacho zaangażował się politycznie. Popierał opozycję oraz dążenia rewolucyjne w Meksyku. 
W 1895 roku popadł w konflikt z episkopatem meksykańskim gdy opowiedział się przeciwko planowanej koronacji obrazu Matki Bożej z Gwadelupy. Odrzucił wiarę Kościoła katolickiego w prawdziwość objawień z Tepeyac. W 1896 roku zrezygnował z biskupstwa, odszedł z Kościoła rzymskokatolickiego. Osiadł w ranczo Quinta del Olvido gdzie przyjmował swoich sympatyków, a także założył Meksykański Narodowy Kościół Katolicki. Przez kilka lat przebywał na emigracji m.in. w Stanach Zjednoczonych Ameryki.
W 1899 roku biskup Sánchez Camacho wybrał się w podróż do Włoch. Podczas pobytu w Neapolu miał konsekrować biskupem byłego pastora Edwarda Donkina.